# سيري جينسوكي: سجلات الروح
سيري جينسوكي: سجلات الروح (بالإنجليزية: Seirei Gensouki: Spirit Chronicles)‏ هي رواية خفيفة يابانية نشرت على موقع شوسيتسوكا ني نارو من فبراير 2014 حتى أكتوبر 2020.تم عمل مانغا مقتبسة منها نشرت في يوليو 2017 وتم عمل مسلسل أنمي من إنتاج طوكيو موفي شينشا عرض في يوليو حتى سبتمبر 2021 وتم الأعلان عن تجديده لموسم ثاني.